# Vittorio Jano
(Enzo Ferrari commentando il suicidio di Vittorio Jano.)
Vittorio Jano, nato Viktor János (San Giorgio Canavese, 22 aprile 1891 – Torino, 13 marzo 1965) è stato un progettista italiano specializzato nel settore automobilistico, al cui nome è legata una serie di motori, automobili ed altri veicoli.

## Biografia
Nato in una famiglia di origini ungheresi, fu avviato agli studi tecnici dal padre Francesco, capotecnico all'Arsenale Nuovo di Torino. Si diplomò all'Istituto Professionale Operaio e nel 1909 iniziò a lavorare presso la Società Torinese Automobili Rapid (STAR) dove rimase due anni, frequentando al contempo una scuola serale di disegno meccanico.
Nel 1911 venne assunto alla FIAT come "disegnatore medio", riuscendo a farsi notare dal nuovo dirigente dell'ufficio progetti Giulio Cesare Cappa, che nel 1914 lo volle alle sue dipendenze, in coppia con Oreste Lardone. In qualità di assistente di Cappa, Jano poté acquisire un'importante esperienza tecnica, particolarmente sulle automobili da competizione. Rimase in FIAT fino al 1923, quando con la mediazione di Enzo Ferrari e dopo una lunga trattativa con Nicola Romeo e Giorgio Rimini (che vinsero le sue resistenze a lasciare il Piemonte), passò all'Alfa Romeo, sostituendo Giuseppe Merosi.

Gran Premio del Valentino 1955 : da sinistra: Villoresi, Ascari, Castellotti e Jano

Negli anni successivi contribuì ad accrescere il prestigio del marchio automobilistico del "biscione", progettando una lunga serie di propulsori efficienti e vincenti. Il primo fu un 8 cilindri in linea montato dall'Alfa Romeo P2, autovettura risultata vincente nelle competizioni internazionali fin dal debutto nel Gran Premio di Francia con Giuseppe Campari alla guida. In seguito arrivò il 6 cilindri in linea di nuova concezione con doppio albero a camme in testa che equipaggiava l'Alfa Romeo 6C 1500 per passare alla  realizzazione dei motori con 8 cilindri in linea, fino ad arrivare al 12 cilindri a V del 1937.
Successivamente passò alla Lancia, dove contribuì alla progettazione, tra le altre, dell'Aurelia. Il 29 marzo 1955 rinunciò alla carica di direttore tecnico dell'azienda torinese e pochi mesi dopo, a seguito del ritiro della casa dalle competizioni automobilistiche, Jano venne assunto dalla Ferrari, dove rimase per il resto della propria vita. Divenne uno dei consiglieri più fidati di Enzo Ferrari, che convinse, tra l'altro, a lasciar lavorare Carlo Chiti sul progetto di una vettura di Formula 1 a motore posteriore (la 156 F1).
Nel 1965 venne a mancare prematuramente il figlio Giorgio e la moglie Rosina fu colta da una grave malattia; quando Jano scoprì di essere a sua volta affetto da un cancro, si tolse la vita sparandosi alla testa. Riposa al Cimitero monumentale di Torino.

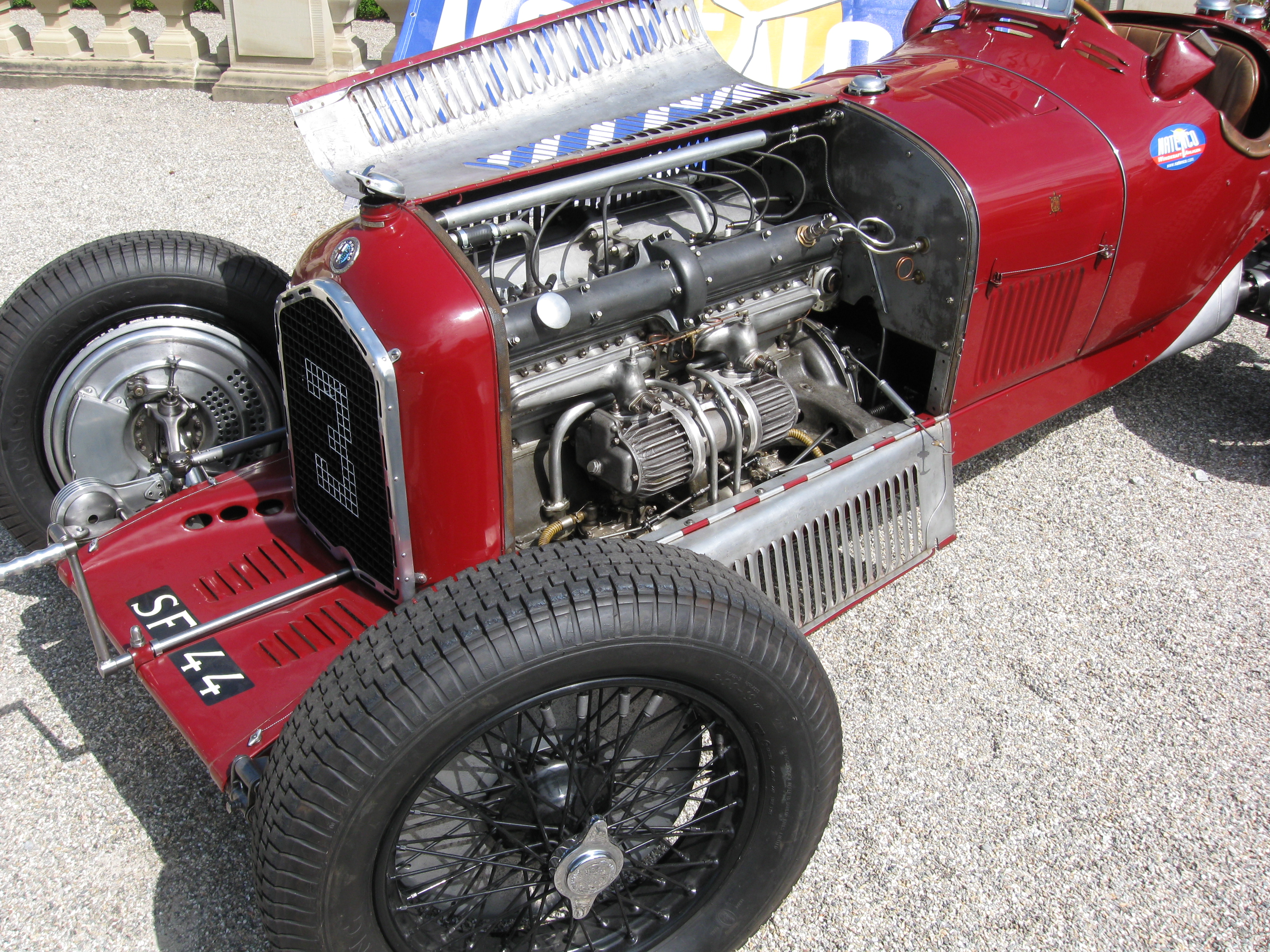
Il motore Alfa P3 tipo B progettato da Jano, con doppio compressore volumetrico a lobi Roots